# Conus kikaiensis
Conus kikaiensis é uma espécie de gastrópode do gênero Conus, pertencente a família Conidae.